# Prime Time Theater

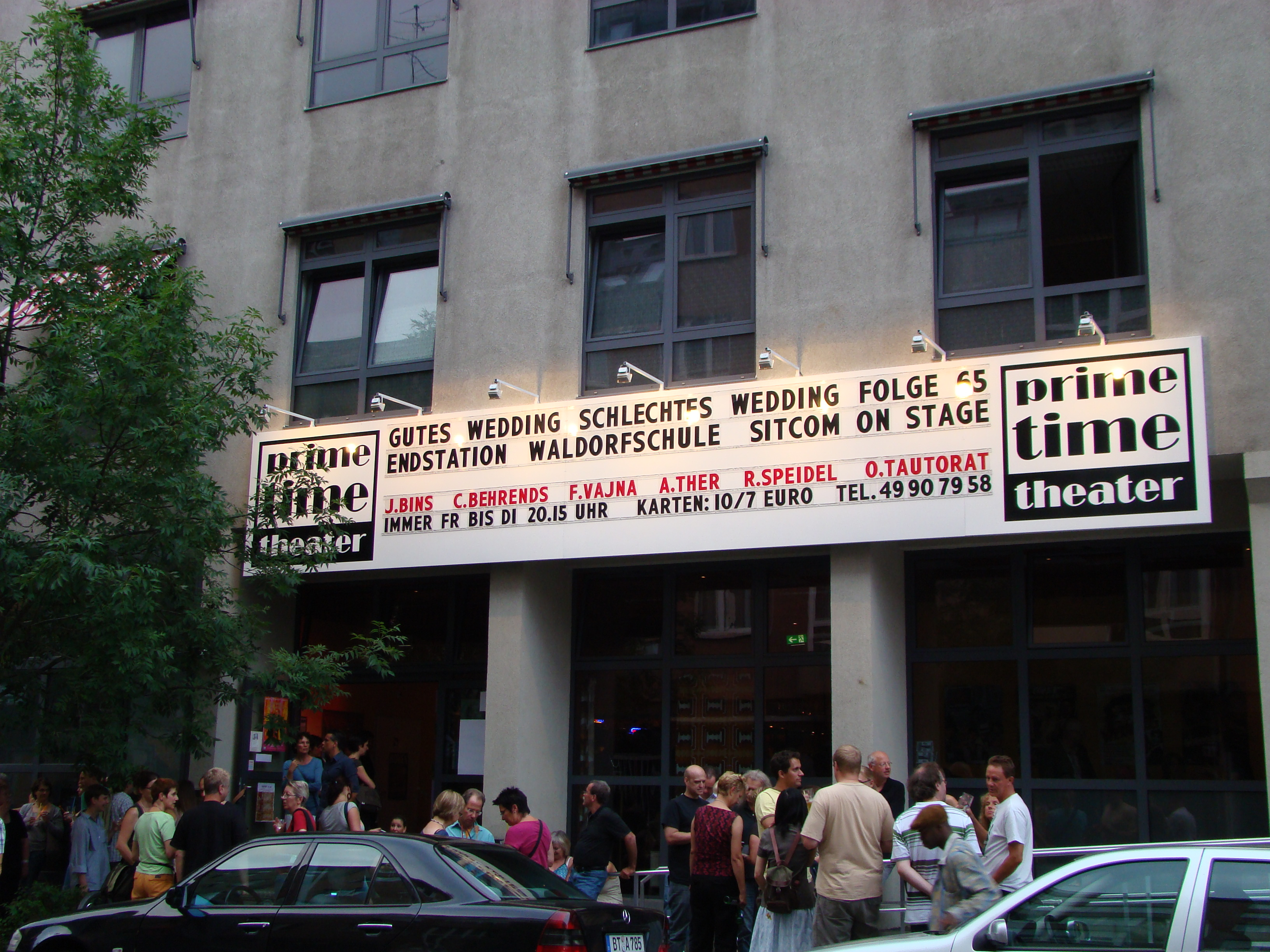
Das Prime Time Theater an der Müller- Ecke Burgsdorfstraße in Berlin-Wedding

Das Prime Time Theater (Eigenschreibweise: prime time theater) ist ein modernes Volkstheater im Berliner Ortsteil Wedding. Es versteht sich als Poptheater.

## Geschichte
Das Prime Time Theater wurde am 3. Dezember 2003 im Soldiner Kiez in Berlin-Gesundbrunnen von Constanze Behrends und Oliver Tautorat gegründet. Seit 2015 leitet Tautorat das Theater allein. Die beiden waren zunächst die einzigen Schauspieler auf der Bühne, erfanden und entwickelten gemeinsam die Bühnensitcom Gutes Wedding Schlechtes Wedding. Constanze Behrends schrieb die ersten 100 Folgen dieser Bühnensitcom allein, die Folgen und Figuren entwickelte das Ensemble aber gemeinsam. Im Laufe der Jahre wuchs das Ensemble und das Theater wechselte dreimal die Spielstätte. Das aktuelle Theater wurde 2009 mit Hilfe des Europäischen Fonds für regionale Entwicklung (EFRE) und der Berliner Lottostiftung ausgebaut. Es verfügt über einen Zuschauerraum mit 220 Plätzen und einen Salon mit Bar. 2019 wurde das Theater in einer Rettungsaktion aus der Insolvenz gerettet. Die RAZ Kultur gGmbH übernahm den Betrieb, modernisierte das Theater baulich und organisatorisch und öffnete im Foyer eine neue, umfangreichere Gastronomie. Mit der bunten Kampagne „Du bist Berlin? Wir ooch!“ erfolgte kurz darauf ein Relaunch der Außendarstellung, 2021 wurde mithilfe von Fördermitteln eine neue Lüftungsanlage installiert.

## Theaterbetrieb
Bei den Produktionen des Prime Time Theaters handelt es sich ausschließlich um Originalstücke. Hauptsächlich wird die Serie Gutes Wedding, schlechtes Wedding (Eigenschreibweise: Gutes Wedding, Schlechtes Wedding, kurz: GWSW) gespielt. Gelegentlich werden abgeschlossene Stücke aufgeführt, bei denen es sich meist um Parodien bekannter TV- bzw. Literaturgenres handelt, beispielsweise CSI Wedding, Eine Sommanachtstaraum, Drei Engel für Wedding  oder 2022 Schöller macht rüber.
Alle Schauspieler verkörpern in jedem Stück mehrere Charaktere.

## Gutes Wedding, schlechtes Wedding
Die Bühnensitcom Gutes Wedding, schlechtes Wedding ist in ihrer Form und in ihrem Umfang einzigartig weltweit. Sie wird seit dem 10. Januar 2004 im Prime Time Theater aufgeführt. Die Folgen 101–118 schrieb u. a. Daniel Zimmermann, seit Herbst 2021, mit Wiedereröffnung nach mehr als einjähriger Corona-Pause auf der Bühne an der Müllerstraße im Wedding, teilt ein Autorenteam sich die Aufgabe, dem unter anderem jetzt auch der Regisseur, Videoproduzent und YouTuber Michael Hildebrandt angehört.
Der Titel der Serie spielt auf Deutschlands bekannteste Seifenoper Gute Zeiten, schlechte Zeiten an. Doch nicht nur der Titel ist dem Fernsehen entlehnt. Die ganze Serie ist eine Mischung aus Parodien typischer Fernsehformate und verwendet während der Vorstellung regelmäßig Videoeinspieler, die das Gefühl eines Fernsehabends verstärken.
Alle paar Wochen erscheint eine neue Folge. Wie bei einer Seifenoper kann man als neuer Zuschauer sehr leicht einsteigen, da man zu Beginn jeder Folge mit einem kurzen „Was bisher geschah“ auf den neuesten Stand gebracht wird. Bis Ende 2021 kamen 128 Folgen zur Aufführung, Folge 127 statt auf der Bühne in Berliner Kinos, für das sie während der COVID-19-Pandemie von vornherein als Theater-Film produziert worden war. Die James-Bond-Parodie ist auch im Streaming verfügbar. Ebenfalls in der Zeit der COVID-19-Pandemie fanden im Sommer 2020 (Miss Wedding Undercover) und 2021 (Robin Honk) Open-Air-Aufführungen im Strandbad Plötzensee statt. Außerdem gibt es seit Anfang 2021 den Podcast Einmal Talk mit Alles auf den gängigen Portalen, bei dem sich die Theatersitcom-Charaktere einer Interview-Situation zu jedes Mal anderen Themen stellen. Im Dezember 2016 bereits erfolgte die Ausstrahlung von vier Folgen der Serie im rbb.
Die Handlung von GWSW ist fortlaufend, wird gemeinsam mit dem Ensemble entwickelt, und spielt sich größtenteils im Weddinger Kiez ab. Aber auch der Friedrichshain, Prenzlauer Berg und auch die Uckermark haben Einzug in die Serie genommen. Es gibt einen festen Kern von Charakteren. Diese sind typische Berliner, z. B. der Ur-Weddinger Kalle, der Dönerbudenbesitzer Ahmed, die „Kiezschlampe“ Sabrina, die Band The Friedrichshainis, oder der Künstler Claudio Fabriggio aus Prenzlauer Berg („Prenzlwichser“).

## Auszeichnungen
- 2012 – Berliner Bär (Publikumspreis)
- 2011 – Bezirksverdienstmedaille Berlin-Mitte